# ヴェスヴィウス (企業)
ヴェスヴィウス社 (Vesuvius plc) は、ロンドンに本社を置く大手セラミックス会社である。同社の製品は、製鉄・鋳造・ガラス・太陽エネルギーといった分野の企業に使用されている。ロンドン証券取引所に上場しており、FTSE250種総合株価指数の構成銘柄である。

## 歴史

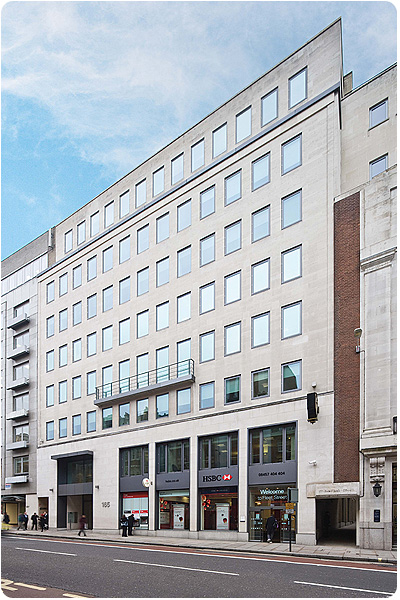
ヴェスヴィウス本社（フリート・ストリート）

1704年にアイザック・クックソンによって、タインサイドの金属・ガラス企業の集合体として設立された。1851年には鉛の製造に手を広げた。1924年、ロック・ランカスター社 (Lock Lancaster) 及びW. W. & R. ジョンソン & サンズ社 (W.W. & R. Johnson & Sons) と合併して「アソシエイテッド・レッド・マニュファクチャラーズ社 (Associated Lead Manufacturers)」となった。1930年、初めてロンドン証券取引所に上場した。1966年、「レッド・インダストリーズ・グループ社 (Lead Industries Group) 」に改称し、1979年には非鉄金属製造業者のA. J. オスター社 (A. J. Oster Company) を買収した。1982年に再びに改称してクックソン・グループ (Cookson Group) となり、1987年にはセラミックス製造業者のヴェスヴィウス・クルーシブル社 (Vesuvius Crucible Company) を買収した。
ロバート・マルパス卿は、1991年から1998年まで同グループの会長であり、1996年から1998年までユーロトンネル会社（現在のゲットリンク）の共同会長を務めた.。
クックソン・グループは2005年、先端技術製品と新興市場に注力する道を選択した。2008年、フォセコ（冶金産業や鉄鋼産業への供給元）を買収した。
2012年12月、社名をヴェスヴィウスに変更するとともに、機能性材料部門を分社して新会社アレント (Alent) を設立し、「クックソン」という社名の使用を終了した。

## 事業
同社の事業は、鉄鋼流量制御、鋳造技術、高度耐火物、貴金属加工の4部門からなる。